# Encalyptales
Encalyptales es un orden de musgos pertenecientes a la subclase Funariidae.  Incluye dos familias.

## Familias
- Bryobartramiaceae
- Encalyptaceae